# Bernard d'Astorg
Pour les articles homonymes, voir d'Astorg.
Bernard d'Astorg, né le 1er février 1921 à Saumur (Maine-et-Loire) et mort le 13 septembre 2014 à Paris, est un général français, membre de la résistance, déporté le 3 septembre 1943 de Compiègne pour Buchenwald, puis au camp de Mittelbau-Dora et à Ellrich-Juliushütte, Devant l'avance des armées alliées, il est évacué dans les Marches de la Mort sur Bergen-Belsen et libéré par l'armée anglaise le 15 avril 1945. De 1977 à 1980, il est responsable du secteur français de Berlin.

## Biographie
Membre de la famille d'Astorg, Bernard d'Astorg est né le 1er février 1921 à Saumur (Maine-et-Loire). Il est le fils du lieutenant-colonel Joseph d'Astorg et de Marguerite d'Astorg. Il a un frère Philippe d'Astorg.
Sa famille possède le château de Vatimesnil, à Sainte-Marie-de-Vatimesnil dans l'Eure.
Il est le père du général Louis d'Astorg.

### Études
Bernard d'Astorg fait partie de la dernière promotion de Saint-Cyr avant que les Allemands ne ferment l'école.

### Résistance
Bernard d'Astorg entre dans la Résistance par l'intermédiaire de son père, le lieutenant-colonel Joseph d'Astorg,.
Après la défaite de 1940, Joseph d'Astorg est nommé maire de la commune d'Étrépagny dans l'Eure, et président départemental de la Légion des Combattants. De 1941 à 1943, il est membre du SR Guerre puis du réseau Saturne du SR Kléber. Il dirige un groupe qui collecte des renseignements, organise la planque et l'exfiltration d'aviateurs alliés et reçoit des parachutages. Sa femme, Marguerite d'Astorg et ses deux fils Bernard d'Astorg et Philippe d'Astorg en font partie.

### Déportation
À l'été 1943, Bernard d'Astorg cherche à s'évader par l’Espagne pour rejoindre l’Afrique du Nord. Mais trahi par son guide, il est arrêté près de la frontière pyrénéenne et incarcéré à Perpignan.
Bernard d'Astorg est déporté le 2 septembre 1943 du camp d'internement de Compiègne vers Buchenwald, où il arrive le 4 septembre 1943 et reçoit le matricule 20181. Il est ensuite transféré fin septembre 1943 au camp de Dora puis à Ellrich. Avec l'avance des armées alliées, il est évacué sur Bergen-Belsen, où il est libéré le 16 avril 1945 par l'armée anglaise.
Son père, Joseph d'Astorg, est arrêté en novembre 1943, déporté lui aussi à Buchenwald, puis Dora où il retrouve le 21 mars 1944 son fils Bernard. Le lendemain, il est transféré à Bergen-Belsen où il meurt le 7 avril 1944,.

### Commandant du secteur français de Berlin
De 1977 à 1980, Bernard d'Astorg est commandant du secteur français de Berlin,,.
Il est nommé général de division le 10 août 1977 par le ministre de la défense Yvon Bourges.
Il termine sa carrière comme général de division.

### Amicale des Anciens Déportés de Bergen-Belsen
Bernard d'Astorg est le secrétaire de l'Amicale des Anciens Déportés de Bergen-Belsen. En 1992, il propose l'érection d'un monument à la mémoire des déportés de Bergen-Belsen au cimetière du Père-Lachaise.

### Mort
Bernard comte d'Astorg est mort dans le 16e arrondissement de Paris le 13 septembre 2014 à l'âge de 93 ans,.

## Honneurs
- Commandeur de la Légion d'honneur[13]